# ライスミルク
ライスミルク（英語: Rice milk）は、米から作られる植物性ミルクである。一般には玄米から作られ、玄米ミルクともいう。米乳と和訳されることもある。

## 概要
本来は、ヨーロッパで乳製品や大豆のアレルギーを持つ人や菜食主義者の間で普及した食品である。欧米では牛乳や豆乳に代わる第3のミルクと呼ばれており、飲みやすさや使いやすさも認められ、多くのスーパーマーケットで日常的に扱われる商品として普及している。アメリカでは、「ライスドリーム」という商品が販売されている。
日本で一般に流通しているライスミルクは海外品がほとんどを占めるが、2013年に国産米飲料であるライスオーラ（現行商品：にほんの米乳）が販売された。2014年には国産玄米（福井県産コシヒカリ）ライスミルクGEN-MY（ケイ・エス・ティ・ワールド）、2015年5月には国産玄米ライスミルク（キッコーマン）が発売された。2016年9月には獺祭ライスミルク（旭酒造）が発売された。
市販品のライスミルクは牛乳の代替として多くのレシピに用いられ、プレーンのほか、バニラ、チョコレート、アーモンドなどの風味を付けられたものもある。甘いライスミルクの多くは、日本の甘酒と同様に、天然の酵素の作用でデンプンを二糖や単糖、特にグルコースに切断することによって作られるが、サトウキビシロップなどの甘味料で甘みを付けているものもある。

## 牛乳との比較
牛乳と比較すると、ライスミルクは炭水化物をより多く含むが、カルシウムやタンパク質はそれほど含まず、コレステロールや乳糖（ラクトース）は全く含まない。市販される商品では、カルシウム、ビタミンB12、ビタミンB3、鉄等のビタミンやミネラルを添加しているものもある。乳糖不耐症、大豆アレルギー、フェニルケトン尿症の患者やヴィーガンの人々は、しばしば牛乳の代用としてライスミルクを飲む。

## 製造
一般的なライスミルクは米を砕し米粉にしたものを水に浸して濾過をし濾過液に油と塩を加えて製造される。一方、2015年1月に販売されたライスミルク（GEN-MY）は、酵素糖化製法を用いて、米の澱粉部分を酵素で分解しオリゴ糖にしており、油も塩も使用しない。2015年5月に発売された玄米ライスミルク（キッコーマン）も糖化製法で作られているが、オリゴ糖に分解はしていない。こちらも油も塩も使用していない。また、旭酒造の獺祭ライスミルクも酵素糖化製法で作られている。原料の米は大吟醸酒「獺祭」の原料である酒米（山田錦）の磨く際に出た米糠を有効利用しており、フードロス対策としている。同製品はアレルゲンフリー、グルテンフリーを特色としている。